# 森岡常蔵
森岡 常蔵（もりおか つねぞう、1871年3月21日（明治4年2月1日） - 1944年（昭和19年）6月8日）は、明治時代から昭和初期にかけての日本の教育学者、文部官僚。

## 経歴
福井県出身。福井県師範学校を経て、1897年（明治30年）に東京高等師範学校を卒業した。同校の教授となり、明治32年（1899）より3年半、小学校教育法研究のためドイツに留学し、ヴィルヘルム・ラインに師事した。帰国後、文部省編修官、同視学官、同図書事務官、同督学官、東京高等師範学校教授などを歴任。1933年（昭和8年）、文部省教育調査部長に就任した。翌年から東京文理科大学学長兼教授・東京高等師範学校校長となり、1940年（昭和15年）に退官した。退官後は同大学名誉教授となった。

## 著作

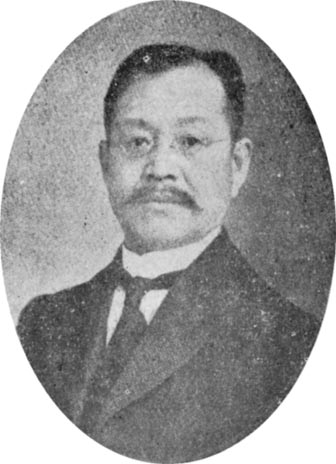
森岡常蔵

- 「我国幼稚園の発達 : 本邦幼稚園制度の沿革」（国民教育奨励会編纂 『教育五十年史』 民友社、1922年10月 ／ 国書刊行会〈明治教育古典叢書〉、1981年4月 ／ 日本図書センター、1982年1月）
- 「女子教育制度の変遷とその実施の情況」（『文部時報』第730号、帝国地方行政学会、1941年7月）

著書
- 『小学教授法』 金港堂書籍、1899年10月
  - 仲新ほか編 『近代日本教科書教授法資料集成 第4巻 教授法書4』 東京書籍、1982年9月
- 『各科教授法精義』 同文館、1905年3月
- 『教育学精義』 同文館、1906年2月
- 『教授法概論』 同文館〈六学年小学校各科教授全書〉、1908年5月
- 『近時に於ける 教育問題の研究』 文昌閣、1909年3月
- 『現今訓練上の諸問題』 教育新潮研究会〈教育新潮叢書〉、1915年7月

## 関連文献
- 「森岡常蔵氏の教育説及其批判」（渡部政盛著 『日本教育学説の研究』 大同館、1920年6月）
- 大日本学術協会編修 『日本現代教育学大系 第十巻 沢柳政太郎氏教育学 森岡常蔵氏教育学 倉橋惣三氏教育学 千葉命吉氏教育学』 モナス、1928年2月 ／ 日本図書センター、1989年11月、ISBN 482058474X
- 唐沢富太郎 「森岡常蔵 : 東京文理科大学長」（唐沢富太郎編著 『図説 教育人物事典 : 日本教育史のなかの教育者群像 上巻』 ぎょうせい、1984年4月）
- 湯川嘉津美 「森岡常蔵の幼稚園認識 : W.ラインの影響を中心に」（『日本の教育史学』第39集、教育史学会、1996年10月、NAID 110009800266）
  - 湯川嘉津美、荒川智編著 『論集現代日本の教育史 3 幼児教育・障害児教育』 日本図書センター、2013年6月、ISBN 9784284306416